# Thaumatoncus secundus
Thaumatoncus secundus là một loài nhện trong họ Linyphiidae.
Loài này thuộc chi Thaumatoncus. Thaumatoncus secundus được Robert Bosmans miêu tả năm 2002.